# Камден-Парк (Техас)
Камден-Парк (англ. Cameron Park) — переписна місцевість (CDP) в США, в окрузі Камерон штату Техас. Населення — 6099 осіб (2020).

## Географія
Камден-Парк розташований за координатами 25°58′14″ пн. ш. 97°28′39″ зх. д. / 25.97056° пн. ш. 97.47750° зх. д. (25.970503, -97.477416).  За даними Бюро перепису населення США в 2010 році переписна місцевість мала площу 1,41 км², уся площа — суходіл.

## Демографія
Згідно з переписом 2010 року, у переписній місцевості мешкали 6963 особи в 1576 домогосподарствах у складі 1427 родин. Густота населення становила 4950 осіб/км².  Було 1707 помешкань (1213/км²).
Расовий склад населення:
| - 88,4 % — білих - 0,3 % — корінних американців - 0,1 % — чорних або афроамериканців - 0,1 % — азіатів - 10,1 % — осіб інших рас |

До двох чи більше рас належало 1,0 %. Частка іспаномовних становила 99,3 % від усіх жителів.
За віковим діапазоном населення розподілялося таким чином: 39,5 % — особи молодші 18 років, 54,6 % — особи у віці 18—64 років, 5,9 % — особи у віці 65 років та старші. Медіана віку мешканця становила 23,7 року. На 100 осіб жіночої статі у переписній місцевості припадало 94,9 чоловіків;  на 100 жінок у віці від 18 років та старших — 90,7 чоловіків також старших 18 років.
Середній дохід на одне домашнє господарство  становив 31 639 доларів США (медіана — 24 051), а середній дохід на одну сім'ю — 32 684 долари (медіана — 24 987). Медіана доходів становила 26 181 долар для чоловіків та 19 375 доларів для жінок. За межею бідності перебувало 51,1 % осіб, у тому числі 60,0 % дітей у віці до 18 років та 59,9 % осіб у віці 65 років та старших.
Цивільне працевлаштоване населення становило 2062 особи. Основні галузі зайнятості: освіта, охорона здоров'я та соціальна допомога — 28,0 %, будівництво — 16,4 %, науковці, спеціалісти, менеджери — 11,8 %, роздрібна торгівля — 9,7 %.